# Тышкевич, Михаил Иосифович
Граф Михал Тышкевич-Логойский (лит. Mykolas Tiškevičius; 1761, Великое княжество Литовское — 4 сентября 1839, Воложин, Ошмянский уезд, Виленская губерния, Российская империя) — военный деятель Великого княжества Литовского. Родоначальник биржанской линии Тышкевичей. Полковник французской «Великой армии» во время вторжения Наполеона в Россию в 1812 году. Он приобрел несколько поместий в современной Литве, в том числе в Палангу и Биржай.

## Происхождение
Представитель крупного и богатого рода Тышкевичей герба «Лелива». Младший сын графа Юзефа Игнация Тышкевича-Логойского (1724—1815), полковника литовских войск, и Марии Анны Галимской.

## Наполеоновские войны
Во время вторжения Наполеона в Россию в 1812 году Михал Тышкевич поддерживал французского императора в надежде на восстановление старого Великого Княжества Литовского. 5 июля 1812 года, используя собственные средства, он приступил к формированию 17-го уланского полка. Штаб полка находился в Купишкисе, в то время как мужчины набирались в Биржае, Расейняе, Тельшяе, Паневежисе. В знак признания Наполеон назначил графа Михала Тышкевича полковником, командиром полка и кавалером Ордена Почетного легиона. На 19 января 1813 года в полку насчитывалось 829 человек. 17-й уланский полк был присоединен к X корпусу Великой армии. Граф Тышкевич заболел и не участвовал в боевых действиях. Командование уланским полком перешло к майору Козловскому. В декабре 1812 года полк прикрывал отступление французов из Таураге в Кенигсберг и участвовал в боях под Серакуве 11 февраля 1813 года. Полк был разбит, и многие попали в плен. Остатки полка были присоединены к дивизии, которой командовал генерал Этьен Морис Жерар из XIII корпуса. После окончания войны Шестой коалиции в мае 1814 года солдаты и командиры были помилованы и получили разрешение вернуться на родину. В 1904 году его правнук издал книгу Histoire du 17me Régt de cavalerie Polonaise Lanciers du Cte Michel Tyszkiewicz 1812—1815 about the regiment.

## Поместья
Михал Тышкевич приобрёл несколько поместий, чтобы стать крупным землевладельцем. В 1811 году, после длительных судебных разбирательств, он приобрел у князя Доминика Иеронима Радзивилла разрушенный Биржайский замок и зависимых крепостных за 450 тысяч серебряных рублей. В 1819 году Михал Тышкевич купил замок Раудондварис. Он была подарен его сыну Бенедикту Эммануилу Тышкевичу по случаю его свадьбы с Вандой Ванькович, дочерью Антона Ваньковича. 13 июля 1824 года граф Тышкевич купил Палангу с поместьями в Дарбене, Грушлауке и Паланге у генерала Франтишека Ксаверия Неселовского за 177 171 серебряный рубль. Паланга была разработана как морской курорт его внуком Феликсом Тышкевичем (1870—1932), который также построил нынешний Дворец Тышкевичей. 23 апреля 1828 года Тышкевич купил поместье Нямежис и построил двухэтажный усадебный дом, который сохранился до наших дней.
Скончался в 1839 году в Воложине, где и был похоронен.

## Семья
Около 1800 года Михал Тышкевич женился на Иоанне Карп (1777—1816), дочери Бенедикта Карпа и княжны Каролины Марселины Пузына. У супругов было четверо детей:
- Ян Констант Тышкевич-Логойский (1801 — 21 августа 1862), унаследовавший Биржай, где он построил усадьбу Островас и церковь Святого Иоанна Крестителя[2]
- Юзеф Тышкевич-Логойский (1805 — 28 декабря 1844), наследник Паланги, отец египтолога Михала Тышкевича[2]
- Бенедикт Эммануил Тышкевич-Логойский (22 августа 1807 — 11 августа 1866), получил поместье Раудондварис, где он построил церковь Святой Терезы Младенца Иисуса (разрушена в 1915 году, перестроена в 1938 году)[2]
- Иоанна Тышкевич-Логойская (1816 — 24 апреля 1873), муж с 1838 года князь Леон Сапега (1811—1884).